# Мајлан (Џорџија)
Мајлан (енгл. Milan) град је у америчкој савезној држави Џорџија. По попису становништва из 2010. у њему је живело 700 становника.

## Демографија
Према попису становништва из 2010. у граду је живело 700 становника, што је 312 (30,8%) становника мање него 2000. године.
| Група             | 2000.       | 2010.       |
| Белци             | 644 (63,6%) | 571 (81,6%) |
| Афроамериканци    | 353 (34,9%) | 125 (17,9%) |
| Азијати           | 0 (0,0%)    | 0 (0,0%)    |
| Хиспаноамериканци | 13 (1,3%)   | 4 (0,6%)    |
| Укупно            | 1.012       | 700         |